# ВЧД (платформа)
ВЧД — платформа (остановочный пункт 1359 км) Ростовского региона Северо-Кавказской железной дороги, находящийся в городе Батайске Ростовской области.
Территория платформы имеет распределённую структуру, где сходятся три железнодорожных линии разных направлений (Азова, Кущёвка и Староминская), соответственно имеются три разные платформы.
Остановка пригородных электричек между Ростовом-на-Дону и Азовом.